# Дембоґуже (Поморське воєводство)
Дембоґуже (пол. Dębogórze, нім. Eichenberg) — село в Польщі, у гміні Косаково Пуцького повіту Поморського воєводства.
Населення — 1537 осіб (2011).
У 1975-1998 роках село належало до Гданського воєводства.

## Демографія
Демографічна структура станом на 31 березня 2011 року:
|          | Загалом | Допрацездатний вік | Працездатний вік | Постпрацездатний вік |
| -------- | ------- | ------------------ | ---------------- | -------------------- |
| Чоловіки | 769     | 175                | 551              | 43                   |
| Жінки    | 768     | 212                | 449              | 107                  |
| Разом    | 1537    | 387                | 1000             | 150                  |